# Чип
Чип или микрочип е кристална пластинка, която се изработва от полупроводников материал. Върху нея или в обема ѝ се създават електрони елементи (елементи на интегралните схеми и изводи) по специални технологии, една от които е планарната технология. Най-често чиповете се изработват от силициев монокристал, на който дадени области се легират с химически елементи от по-висока или ниска валентност и така се създават P и N проводимости. Изолацията между легираните области обикновено става с SiO2 и така се получават функционални елементи (примерно транзистори). Оформянето на различните елементи става по литографски начин, най-често с шаблони.
От гледна точка на приложенията, чип или микрочип е съвкупност от взаимно свързани по подходящ начин микроминиатюризирани електронни схеми, произведена върху единично парченце от полупроводников материал. В много от случаите чиповете са „цифрови“ и изпълняват логически функции и операции с двоични числа. Има и чисто „аналогови“ чипове (напр. усилватели), както и чипове, работещи в смесен режим, тоест изпълняващи и цифрови, и аналогови функции (напр. цифрово-аналогови преобразуватели).

## Изработка
Силицият се добива от кварц – минерал, химично съединение на силиций и кислород. Най-разпространен е така нареченият процес на Чохралски, при който кварцът се нагорещява, за да се отстрани кислорода от него. В разтопената смес се поставя силициево кристалче, върху което се прилепват силициевите атоми и то започва да нараства, докато всички силициеви атоми в сместа заемат местата си в кристалната решетка. Полученият цилиндричен кристал се нарязва на тънки „филийки“ – пластини. Всяка пластина се подлага на серия от обработки (виж планарна технология) и когато процесът на създаване на необходимите слоеве и структури приключи, на свой ред се разделя на стотици правоъгълници – чиповете. Така във всеки чип е оформена по една интегрална схема, с което процесът на изработка е завършен.